# Timaeta eronos
Timaeta eronos is een vlinder uit de familie van de Lycaenidae. De wetenschappelijke naam van de soort werd als Thecla eronos in 1890 gepubliceerd door Hamilton Herbert Druce.